# تاریخ لوکزامبورگ

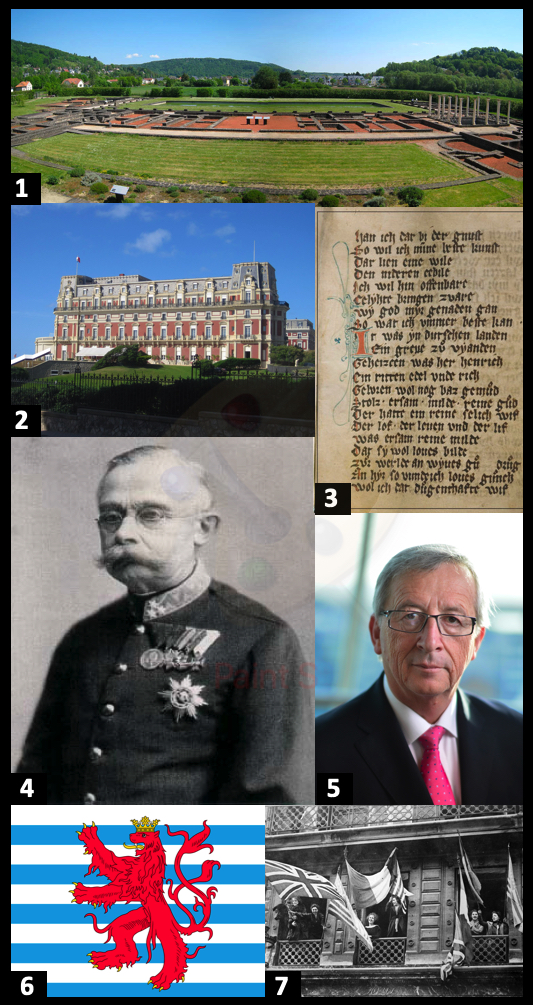
تاریخ لوکزامبورگ و زندگی در آن

تاریخ لوکزامبورگ و زندگی در آن بر اساس شواهد باستان‌شناسانه به دوران پارینه‌سنگی بازمی‌گردد. تاریخ مکتوب آن نیز از دوران رومی‌ها موجود است.
خاندان سلطنتی لوکزامبورگ در سال ۹۶۳ میلادی به‌وسیله زیگفری تأسیس شد. شارل چهارم در سال ۱۳۵۴ میلادی لوکزامبورگ را به سطح دوک‌نشین ارتقا داد. این دوک‌نشین در ۱۴۴۳ با بورگاندی متحد شد. دژ لوکزامبورگ بر اساس معاهده اوترخت به سال ۱۷۱۳ میلادی به اتریش واگذار شد و پس از آن بر اساس صلح‌نامه کامپو فورمیو به فرانسه ملحق شد. بعد از کنگره وین در سال ۱۸۱۵ لوکزامبورگ به‌عنوان ملک شخصی به ویلیام اول، پادشاه هلند، واگذار شد.
در سال ۱۸۳۹ میلادی لوکزامبورگ استقلال یافت و بخش غربی آن به بلژیک داده شد. عهدنامه لندن در ۱۸۶۷ میلادی بی‌طرفی دائمی این دوک‌نشین را اعلام کرد. ارتش آلمان در ۱۹۱۴ و ۱۹۴۰ با نقض این بی‌طرفی آن را به اشغال درآورد.

## جنگ جهانی دوم
در تاریخ ششم سپتامبر ۱۹۳۹ میلادی لوکزامبورگ به صورت رسمی، طی اعلامیه‌ای بی‌طرفی خود را اعلام کرد. در دهم می ۱۹۴۰ ارتش آلمان بی اعتنا به اعلامیه مذکور لوکوزامبورگ را به تصرف درآورد. لشکر زرهی اول، دوم و دهم پانزا حمله را ساعت ۴:۳۵ صبح آغازید و قبل از فرا رسیدن ظهر بدون مقاومت قابل ذکری لوکزامبورگ را به تصرف درآورد. داوطلبان دفاع از لوکزامبورگ ترجیح دادند در سنگرهای خود بمانند، و مقاومت پلیس لوکزامبورگ هم ناچیز بود. در کل فرایند اشغال لوکزامبورگ ۷۵ پلیس و سرباز دستگیر و ۵ پلیس زخمی شدند و یک سرباز جان باخت.